# توماس هالوپاینن
توماس لوری یوناس هالوپاینن (به فنلاندی: Tuomas Lauri Johannes Holopainen) (زادهٔ ۲۵ دسامبر ۱۹۷۶، فنلاند) خالق اصلی گروه موسیقی نایت ویش است. او در شهر کیتی فنلاند بزرگ شد و در همین شهر گروه نایت ویش را تشکیل داد.